# Clusium Fossae
Le Clusium Fossae sono una struttura geologica della superficie di Dione.